# Ludwig Rullmann

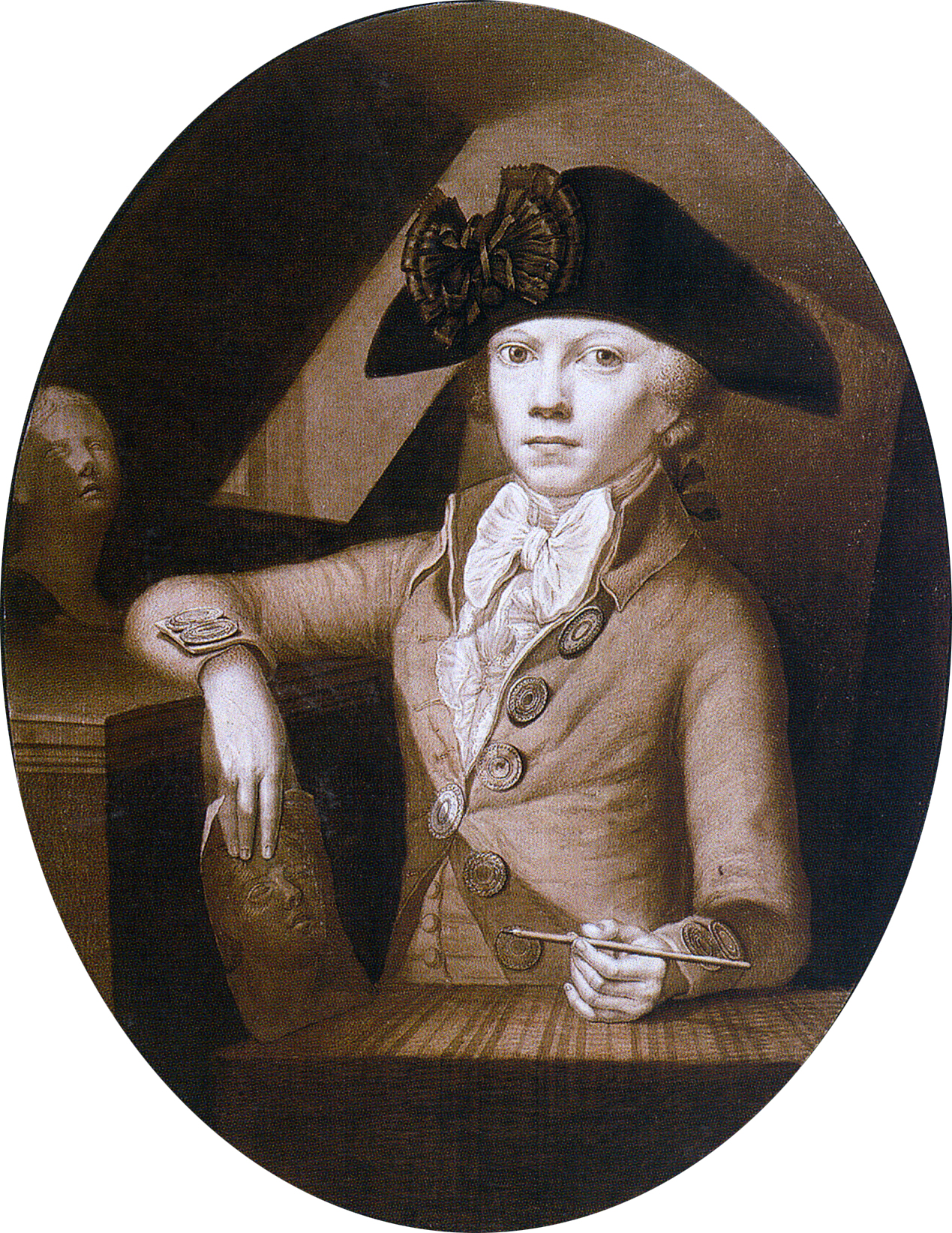
Selbstbildnis von Ludwig Rullmann (um 1780 bis 1785)

Ludwig Rullmann (* 1765 in Bremen; † vermutlich 1822 in Paris) war ein deutscher Maler, Kupferstecher und Lithograf.

## Biografie
Rullmanns Vorfahren kamen aus Göttingen nach Bremen, wo sein Vater Jacob Ferdinand Rullmann (1774–1828) 1763 das Bürgerrecht erhielt und als Schuhmacher sowie als Kirchendieners am Bremer Dom arbeitete. Seine jüngere Schwester war die Dichterin und Schriftstellerin Elise Reindahl.

Er besuchte die Lateinschule in Bremen, wo er vermutlich eine erste zeichnerische Ausbildung erhielt.
Bereits in jungen Jahren zeigte sich sein künstlerisches Talent, wie sein jugendliches Selbstporträt aus den Jahren zwischen 1780 und 1785 erahnen lässt. Wahrscheinlich kam er zu jener Zeit in Verbindung mit der Gesellschaft Museum in Bremen und erhielt die Möglichkeit, die Sammlung des dortigen Kunstkabinetts zu Studienzwecken nutzen zu können.
Ab 1788 studierte Rullmann mit Hilfe eines Stipendiums, das Eltermann Kulenkamp und die Ratsherrn Deneken und Iken finanzierten, an der Dresdner Kunstakademie. Hier übte er sich insbesondere im Porträtzeichnen bei Anton Graff. 1794 kehrte er nach Bremen zurück, wo er gemäß dem Bremischen Handlungs-Addreß-Calender als „Zeichenmeister und Kupferstecher“ tätig war und an der Domsheide lebte. In den folgenden Jahren arbeitete er als Zeichenlehrer und Porträtzeichner. Vor allem porträtierte er Personen der bremischen Gesellschaft. Auch zahlreiche Gemälde entstanden. 1801 war er Teilnehmer an der Preisaufgabe für bildende Künstler in Weimar und führte einen kurzen Briefwechsel mit Johann Wolfgang Goethe. Um 1804 kam er in Kontakt mit dem Arzt, Schriftsteller und Goethe-Freund Nikolaus Meyer, für dessen Drama Kalloterpe er Illustrationen fertigte.

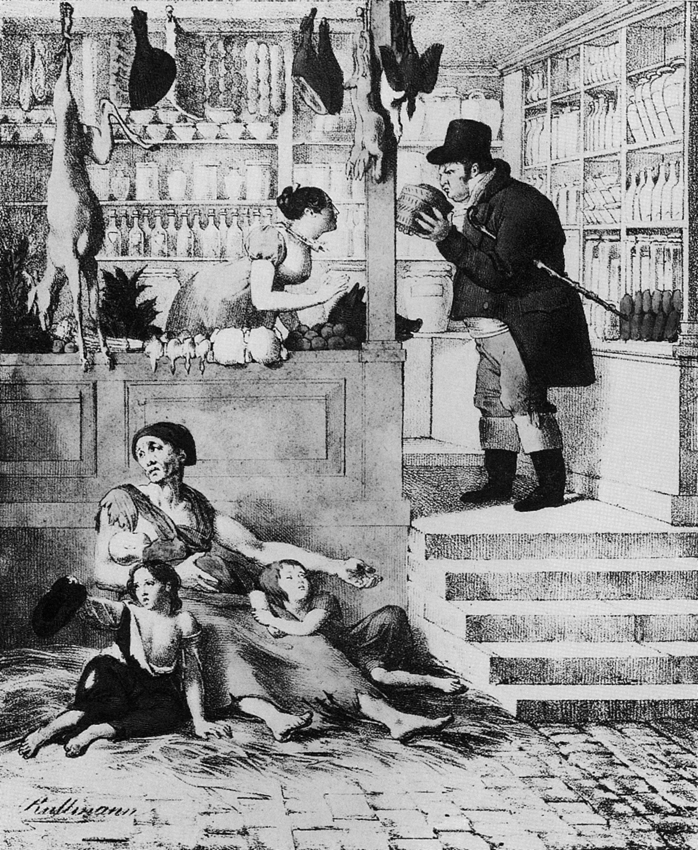
Les Contrastes
Lithografie von Ludwig Rullmann (zwischen 1820 und 1822)

Nach dem Tod seiner Frau Elise ging Rullmann 1805 oder 1806 nach Paris; warum er sich mit immerhin 40 Jahren und einem gesicherten Auskommen zu diesem Schritt entschloss, ist nicht überliefert. Laut Wilhelm Hurm arbeitete er hier unter anderem im Atelier von Jacques-Louis David – dem Hofmaler Napoleons. Aus seiner Pariser Zeit sind verschiedene Lithografien von Schauspielerinnen und Schauspielern für das Magazin Carrier du Spectacle sowie eine Bilderreihe zur Affaire Fualdès, einem Justizfall der in den Jahren 1817/18 in Frankreich viel Aufsehen erregte, erhalten.
Ab 1822 gilt Rullmann als verschollen, da keine Werke und Nachrichten mehr von ihm erhalten sind; vermutlich verstarb er in Paris.
Das Archiv von Paris hält in den Akten des wiederhergestellten Zivilstands eine Karte, die den Tod eines bestimmten Louis Rullmann in Paris im ehemaligen 4. Bezirk am 8. April 1823 anzeigt.
Das Nationalarchiv in Paris führt nach dem Tod eine Bestandsaufnahme „von Amadieu-Louis Rullmann, peintre, demeurant rue de l'Arbre Sec, Nr. 46“, erstellt am 12. Juli 1823, Studie XVIII.
Der größte Teil seines erhaltenen Œuvres wird in der Kunsthalle Bremen aufbewahrt.